# Phantia coniceps
Phantia coniceps är en insektsart som beskrevs av Rauno E. Linnavuori 1973. Phantia coniceps ingår i släktet Phantia och familjen Flatidae. Inga underarter finns listade i Catalogue of Life.